# Суб-Четате (Селаж)
Суб-Четате (рум. Sub Cetate) — село у повіті Селаж в Румунії. Входить до складу комуни Валкеу-де-Жос.
Село розташоване на відстані 396 км на північний захід від Бухареста, 27 км на захід від Залеу, 77 км на північний захід від Клуж-Напоки.

## Населення
За даними перепису населення 2002 року у селі проживали 414 осіб, з них 413 осіб (99,8%) румунів. Рідною мовою 413 осіб (99,8%) назвали румунську.